# Stefan van den Broeck
Stefan van den Broeck (Turnhout, januari 1966) is een vertaler, roman- en toneelschrijver.

## Biografie
Hij is de oudste zoon van de auteur Walter van den Broeck en studeerde klassieke filosofie. Hierna werd hij leraar.
In 1988 debuteerde hij met een vertaling uit het Latijn van de Metamorphoses van Apuleius. In datzelfde jaar schreef hij zijn eerste roman: Morgenrood. De inspiratie van dit boek vond hij tijdens zijn burgerdienst bij een instelling voor mentaal en fysieke gehandicapten.
Bobby Zillion(2007) vertelt het dramatische verhaal van de vrouwelijke psychiater van een manisch-depressieve popster die na een aanslag met een dwarslaesie in een ziekenhuisbed belandt.
Het boek Ongeduld (2010) brengt een voorbeeldige huisvader die twijfelt over zijn pedofiele gevoelens.
In 2015 verscheen de Nederlandse vertaling van Argonautica, een Latijns epos over de Argonautensage van Gaius Valerius Flaccus. 